# St. Johannes Baptist (Rödgen)

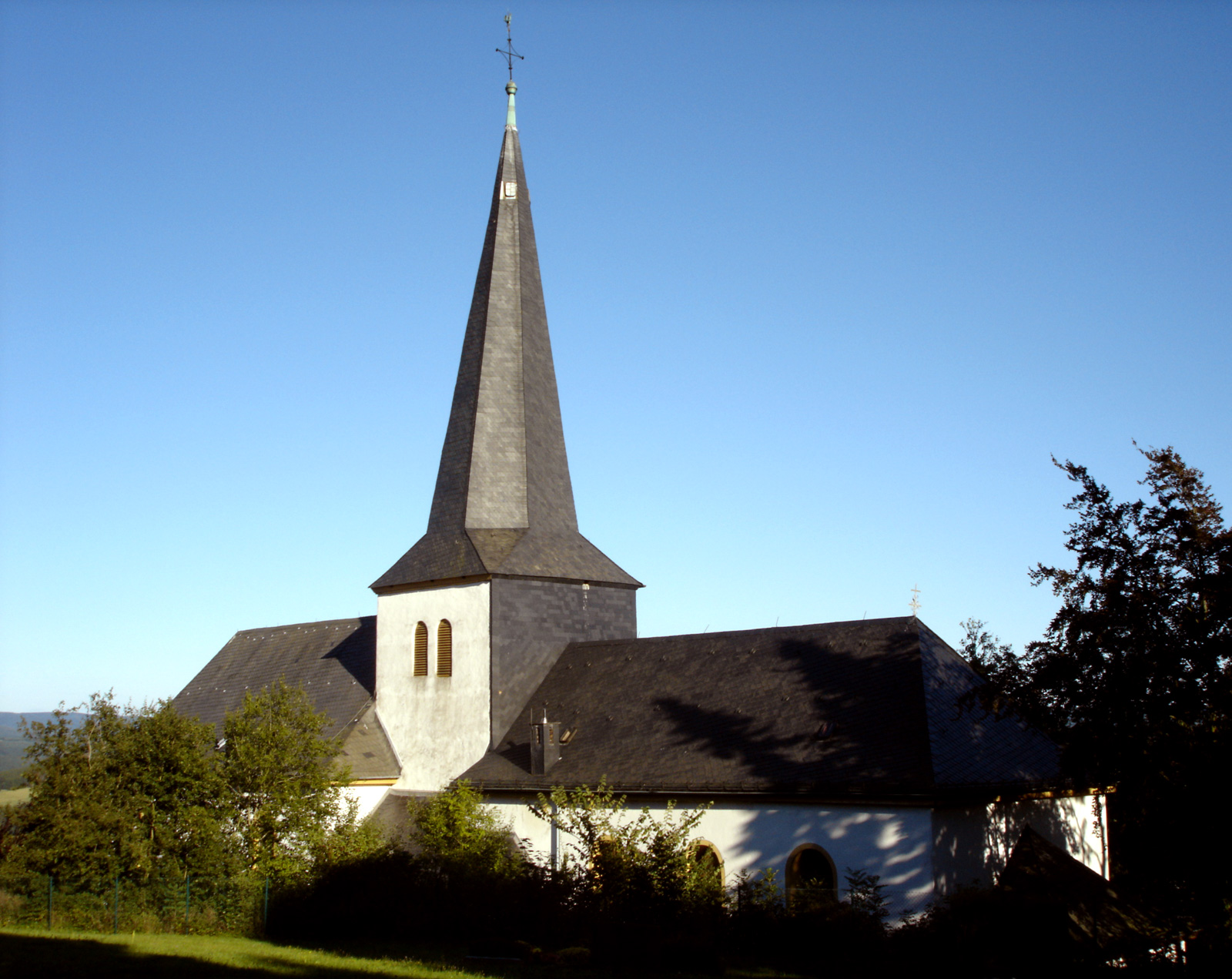
Die Pfarrkirche Rödgen von westlicher Richtung

Die Pfarrkirche St. Johannes Baptist Rödgen liegt in der politischen Gemeinde Wilnsdorf im Ortsteil Obersdorf/Rödgen. Sie ist seit dem 4. März 1328 das erste Mal nachweisbar und stellt als Doppelkirche und Simultankirche mit zwei Kirchenschiffen und einem ökumenisch genutzten Turm eine bauliche Besonderheit dar.

## Geschichte

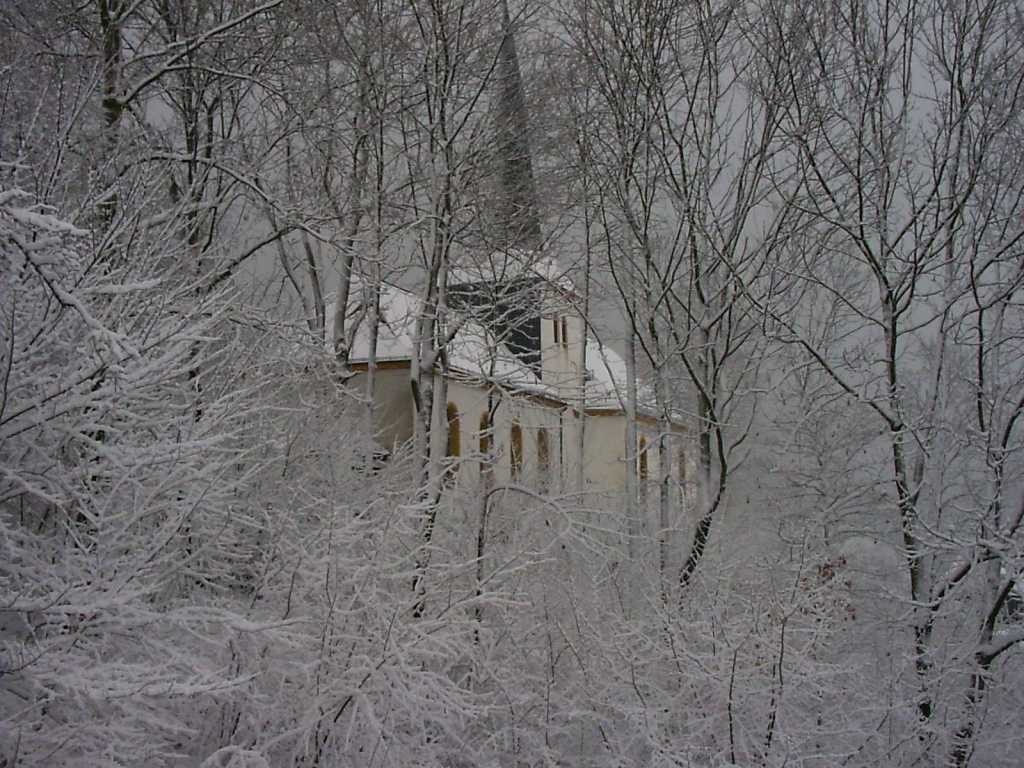
Die Pfarrkirche St. Johannes im Winter von Südosten

Die Pfarrkirche St. Johannes in Rödgen wird erstmals im 13. Jahrhundert in Schriftstücken erwähnt; urkundlich ist sie erst vom 4. März 1328 nachweisbar. Die Kirche stand seinerzeit auf dem Boden der Herren von Wilnsdorf und man vermutet, dass sie auch die Stifter der Kirche waren, die auf ihrem Grund und Boden, abseits einer größeren Siedlung lag, aber in landschaftsbeherrschender Lage errichtet wurde.
Rödgen ist erst seit 1480 selbstständiges Kirchspiel des Siegerlandes. 1533 führte Graf Wilhelm der Reiche in seinem Hoheitsgebiet die Reformation nach dem lutherischen Bekenntnis ein. Es folgte die gräfliche Anordnung, die Kirchspiele Rödgen und Wilnsdorf zusammenzulegen. 1579 und 1581 wurde von Graf Johann VI. dem Älteren die reformierte Lehre nach Calvin mit der pfälzischen Kirchenordnung und dem Heidelberger Katechismus eingeführt. Mit dem 1612 zum Katholizismus konvertierten Grafen Johann VII., dem Jüngeren, änderten sich bei dessen Regierungsantritt 1624 die religiösen Verhältnisse in der Grafschaft Siegen, die 1626 mit einem Restitutionsedikt umgesetzt wurden. Das Edikt legte die Erneuerung für eine katholische Grafschaft Siegen fest. Erst 1651 einigten sich die evangelischen und katholischen Grafschaftsfamilien und ordneten die kirchlichen Verhältnisse des Siegerlandes.
Die Kirche zu Rödgen wurde zu einer Simultankirche, wobei der evangelische Pfarrer der Doppelpfarrei seinen Sitz in Rödgen hatte und der katholische Pfarrer in Wilnsdorf. 1676 wurde durch die Grafen mitgeteilt: „Der hohe Turm an der Kirche zu Rödgen ist von oben bis unten in das Fundament voneinander gespalten und muss, wenn man ihn ohne das ebenfalls ziemlich ruinierte Kirche nicht verderben lassen will, ganz weggehoben und von Grund auf neu erbaut werden.“ Es ist nicht bekannt, ob diese gräfliche Anordnung umgesetzt wurde. Bekannt ist nur, dass 1677 Turmbauarbeiten durchgeführt worden sind. Die alte Kirche wurde 1778 wegen Baufälligkeit abgebrochen. An gleicher Örtlichkeit wurde 1779 bis 1782 die heutige Kirche gebaut und zunächst noch simultan genutzt. Es gab viele Streitigkeiten unter den beiden Konfessionen, insbesondere wegen der im Sinne des evangelisch-reformierten Kirchenbaues erfolgten Gestaltung des Altarraumes. Diese entsprach nicht dem katholischen Liturgieverständnis. Die Grafschaftsfamilien beschlossen, die Katholiken mögen sich eine eigene Kirche bauen. Daraufhin wurde in den Jahren 1787 bis 1788 westlich vor dem Turm eine neue Kirche errichtet. Der mittig zwischen beiden Teilen der Kirche stehende Turm wurde von beiden Konfessionen genutzt. Das Mauerwerk des Turmes und der Kirchen, mit Ausnahme der Erweiterung von 1938, wurde aus heimischem Bruchstein erstellt.

## Die katholische Kirche

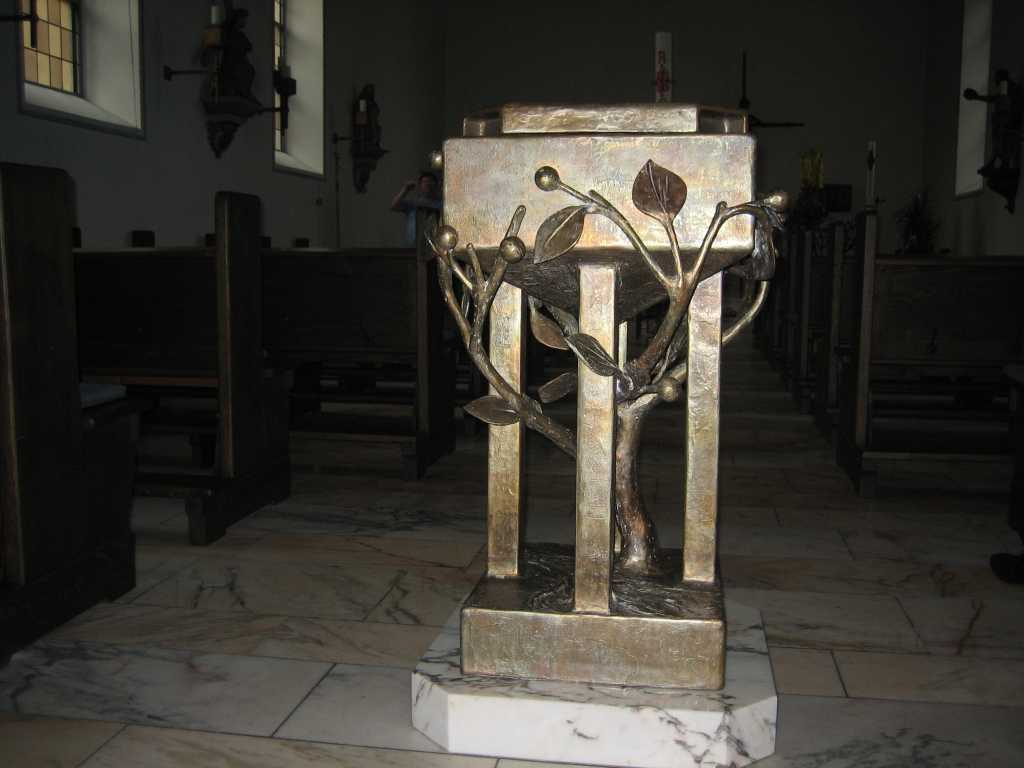
Taufbrunnen des katholischen Teils der Pfarrkirche zu Rödgen

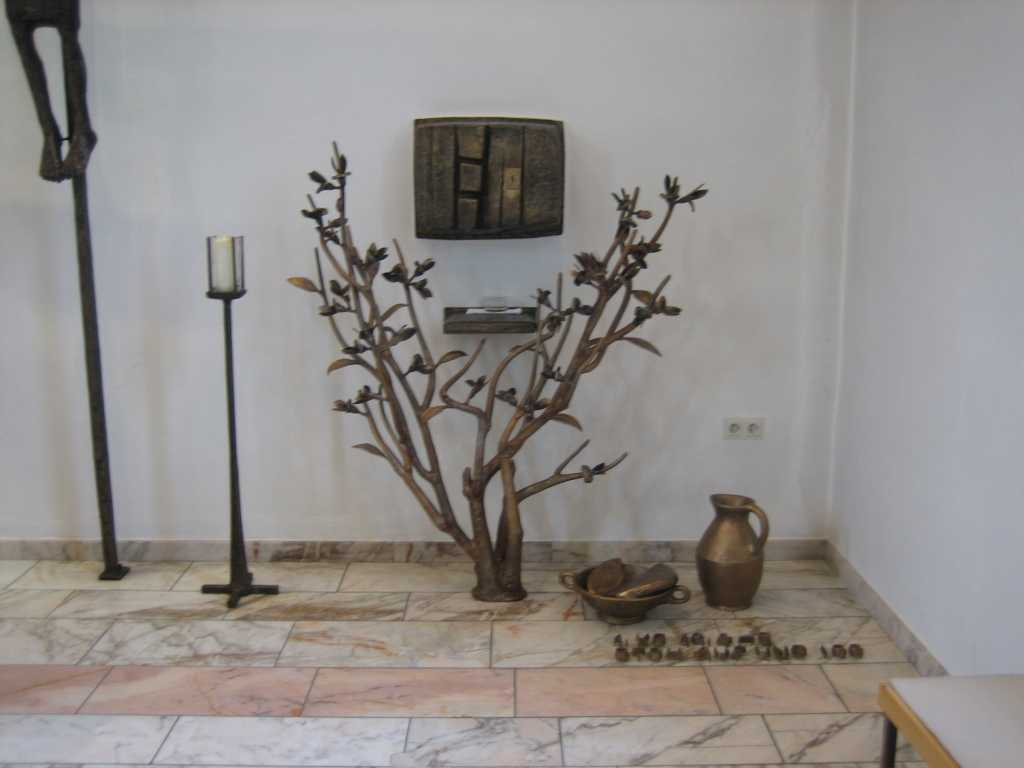
Tabernakel im katholischen Teil der Pfarrkirche zu Rödgen

1788 wurde westlich an den Kirchturm die katholische Kirche mit circa 18 m Länge und 19 m Breite angebaut. 1938 erfolgte eine Verlängerung um eine vierte Fensterachse. Der Eingang befindet sich auf der fensterlosen Westseite; die Sakristei ist in einem Anbau an der Nordseite untergebracht. Das Dach ist zur Westseite hin abgewalmt und hat die gleiche Traufhöhe wie das Dach der evangelischen Kirche und bildet nach außen eine einheitliche zusammengehörende Gestalt.
Die Fenster der Südfront sind ebenfalls gleich gestaltet, fallen jedoch etwas kürzer aus, da der Kirchfußboden geländebedingt höher liegt als der der evangelischen Kirche.
Der Innenraum der katholischen Kirche ist ein einfacher, ungegliederter Raum. 1998 erfolgte eine grundlegende Sanierung. Statt der früher flachen Holzdecke erhellen aus einer heruntergezogenen Lichterdecke viele Leuchten den in warmer Tönung gestrichenen Kirchenraum.
Nach den liturgischen Vorgaben des II. Vatikanischen Konzils wurde der Altarraum ausgestattet, der Altarbereich ist um zwei Stufen gegenüber dem übrigen Kirchenschiff versetzt. An der Rückwand des Altarraums ist ein freistehendes Kruzifix aufgestellt.
An den seitlichen Innenwänden sind Plastiken, teilweise auch aus der Vorgängerkirche kommend, angebracht, ergänzt mit insgesamt zwölf Apostelleuchtern aus Bronze. Auf der hinteren Hälfte ist ein Kreuzweg mit fünfzehn Stationen in Bronzereliefs gestaltet (Die 15. Station – der Auferstandene mit den Emmaus-Jüngern – wurde bewusst auf die Tür gesetzt, um deutlich zu machen, dass man hier in einen Raum kommt, in dem das Leben gefeiert wird). Die früheren Plastiken und die moderne Gestaltung in Bronze – vom Künstler Josef Welling geschaffen – stellen mit dem freistehenden Kruzifix und dem Tabernakel eine kostbare Bereicherung des schlichten Gotteshauses dar. Der Tabernakel wurde im Jahr 2004 weiter ausgeschmückt. Er stellt den Ginsterbusch, das geröstete Brot und den Krug mit Wasser aus dem 1. Buch der Könige, Kapitel 19 (Elia am Horeb), dar.
Das Gitter im Eingangsbereich und die Orgel wurden ebenfalls in die Renovierung mit einbezogen.

## Die evangelische Pfarrkirche St. Johannes
Die evangelische Kirche ist circa 23 m lang und 13 m breit. Das Gebäude hat einen 3/6-Chorschluss. In der Fassade geben die schlanken hohen Fenster mit Rundbogenabschluss, von denen sich drei auf den Chorseiten befinden, eine prägende Gestalt. Das Fenster auf der Ostseite ist mit einer zweiflügeligen rückwärtigen Eingangstür gekoppelt, die mit schmiedeeisernen Beschlägen versehen ist.
Der Innenraum der Kirche gliedert sich durch die bis zum Fußboden heruntergezogenen Fensterlaibungen. Eine flache Decke hebt die Nüchternheit des liturgischen Raumes hervor, der jedoch seine prägende Gestalt erst durch die deckend gestrichenen Holzeinbauten erhält. Der 3/6-Schluss des Raumes ist vom übrigen Schiff durch eine dreigeschossige hölzerne Wand abgetrennt. In der Mittelachse steht vor dieser Wand der Altar (Abendmahltisch).
In der ersten Geschossebene befindet sich erkerartig vorgebaut die Kanzel mit Baldachin, die vom abgetrennten Chorbereich aus betreten wird. Rechts und links vom Kanzelbereich befinden sich in der ersten und zweiten Geschossebene die Logenöffnungen, im unteren Bereich der Presbyter (Kirchenvorsteher) und im ersten Geschoss für die Familie des Pfarrers.
Die zweite Geschossebene nimmt die Orgelbühne auf. Auf dieser Ebene bindet die auf der gesamten Breite des Kirchenschiffes durchlaufende Brüstungsgestaltung den gesamten Prospekt wieder zusammen.
Korrespondierend zu dem Chorprospekt ist in der Kirche eine dreiseitige Empore mit ansteigenden Sitzbankreihen eingebaut worden, die durch vier schlanke Holzsäulen getragen wird.
Man erreicht die Empore durch die anlaufenden Treppen beiderseits der Mittelachse liegenden Turmeingangstür. Diese Treppen sind um 1964 anstelle der morschen Podesttreppen eingebaut worden. Ebenso sind die Sitzbänke in Anlehnung an die ursprünglich vorhandene Form etwa 10 Jahre später erneuert worden. Die ursprüngliche Form der Sitzbänke ist in den Bankreihen, die den Altarraum rechts und links flankieren, sowie auf den Emporen erhalten geblieben.
Das Westfälische Amt für Denkmalpflege in Münster hat festgestellt, dass aus seiner Sicht die Holzeinbauten in der evangelischen Kirche als Spätbarock einzustufen sind, zumal Inschriften aus dem Jahre 1858 entdeckt wurden. Eine Instandsetzung der Orgel datiert ebenfalls aus dem Jahr 1858. Nach dem Umbau der Kirche wurde die Orgel 1782 wieder eingebaut. Die heute in der Kirche befindliche, voll pneumatische Röver-Orgel, wurde im Jahr 1899 aufgestellt und ist voll funktionsfähig. 1958 wurde die ehemals romantisch gestimmte Orgel im klassischen Sinne umgearbeitet. 1999 wurde die Röver-Orgel so überarbeitet, dass sie wieder ihrer ursprünglichen Konzeption entspricht. Die Orgel ist unter den Orgeln Westfalens einzigartig.

## Der Kirchturm
Es wurde festgestellt, dass der mittig angeordnete Kirchturm auf romanischen Fundamenten steht. Es ist allerdings mit Sicherheit anzunehmen, dass entweder 1676 oder 1779 bis 1782 größere Erneuerungen am Turm durchgeführt worden sind. Ob allerdings die zu Beginn zitierte Verfügung der fürstlichen Regierung von 1676 in die Tat umgesetzt worden ist, ist nicht bekannt.
Im Turm ist eine gusseiserne Gedenktafel mit einem lateinischen Text von 1765 angebracht der sich auf die damalige Eisengießkunst des Siegerlandes bezieht. Über der äußeren Kirchentür befindet sich ein Sandsteinrelief von Wolfgang Kreutter aus dem Jahre 1953 mit der Szene der Taufe Jesu im Jordan durch Johannes den Täufer.
Über den schlicht gehaltenen Erdgeschossbereich, der als Vorraum bzw. Windfang dient, tritt man durch eine schmale, einflügelige Rundbogentüröffnung auf der Südseite in die evangelische Kirche ein.
Der fensterlose Raum im ersten Obergeschoss des Turmes wird von der katholischen Kirchengemeinde genutzt. Er ist über die Sakristei der katholischen Kirche erreichbar, hat aber auch eine Verbindung zum evangelischen Kirchenschiff. Von diesem Stockwerk aus erreicht man die ca. 11 m über dem Turmfuß liegende Glockenstube.
Das Glockengeschoss im Kirchturm bildet ein Quadrat von ca. 4,7 m Seitenlänge bei einer Mauerstärke von immer noch 1,15 m.
Der Turm verfügt auf allen Seiten über gewölbte Schallöffnungen mit einer Höhe von 1,80 m sowie einer Breite von 0,70 m mit Rundbogenabschluss. Diese Schallöffnungen sind allerdings auf der Ost- und Westseite des Turmes geschlossen, da sie von den Dachfirsten der vom Baudatum her jüngeren Kirchen überschnitten werden. Den Abschluss des Turmes bildet ein schlanker Turmhelm mit Kugelkreuz und Hahn.

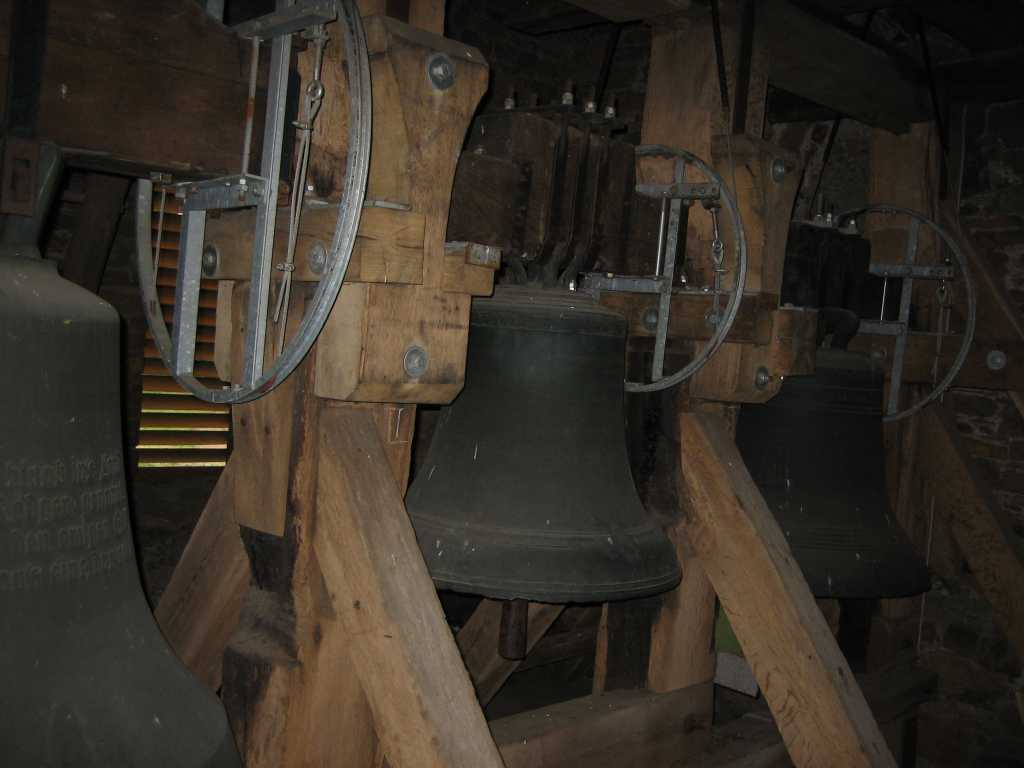
Glockenanlage der Pfarrkirche zu Rödgen

Im Turm von St. Johannes Baptist hängen drei Glocken, zwei davon aus dem 20. Jahrhundert, und die Marienglocke aus dem Jahre 1512.
| Nr. | Name         | Gussjahr | Gießer                            | Masse (kg) | Durchmesser (mm) | Höhe (mm) | Schlagton | Verzierung |
| --- | ------------ | -------- | --------------------------------- | ---------- | ---------------- | --------- | --------- | --- |
| 1   | (ohne Name)  | 1959     | Fa. Rincker, Sinn                 | 723        | 1083             | 1050      | fis1      | Vers von Wilhelm Schmidt, Obersdorf; in neugotischem Minuskelreim: „Mein Ruf ertöne weit hinab in’s Land Von meiner Höhe Rödgen genannt. Mein Ruf soll pred’gen den ewigen Gott, Mein Ruf soll mahnen an’s eine, das not!“                       |
| 2   | St. Martinus | 1924     | Firma Junker und Edelmann, Brilon | 500        | 928              | 720       | a1        | Heiliger Martin als Bischof. |
| 3   | Marienglocke | 1512     | rheinisch                         | 300        | 786              | 662       | cis2      | Inschrift: „Maria heischen ich de macht und gewalt des dwvels verdriv ich ann dni mvcxii (1512)“ Verzierung: Unter anderem runde Plakette mit Perlrahmen und unbekannter weiblicher Gestalt, Heilige(r)?, links Muschel daher wohl Jacobus maior |

## Ähnliche Kirchenbauten
Die seit dem Jahr 1830 genutzte Doppelkirche in Althaldensleben (Sachsen-Anhalt) besitzt eine sehr ähnliche Architektur mit einem in der Mitte liegenden Turm und zwei links und rechts anliegenden Kirchenschiffen. Interessanterweise besitzen beide katholischen Gemeinden das Patronat St. Johannes Baptist. Trotz der großen Entfernung befinden sich beide Kirchen in der Kirchenprovinz Paderborn (St. Johannes Baptist Rödgen direkt im Erzbistum Paderborn, St. Johannes Baptist Althaldensleben im Suffraganbistum Magdeburg).